# Escalera de embarque

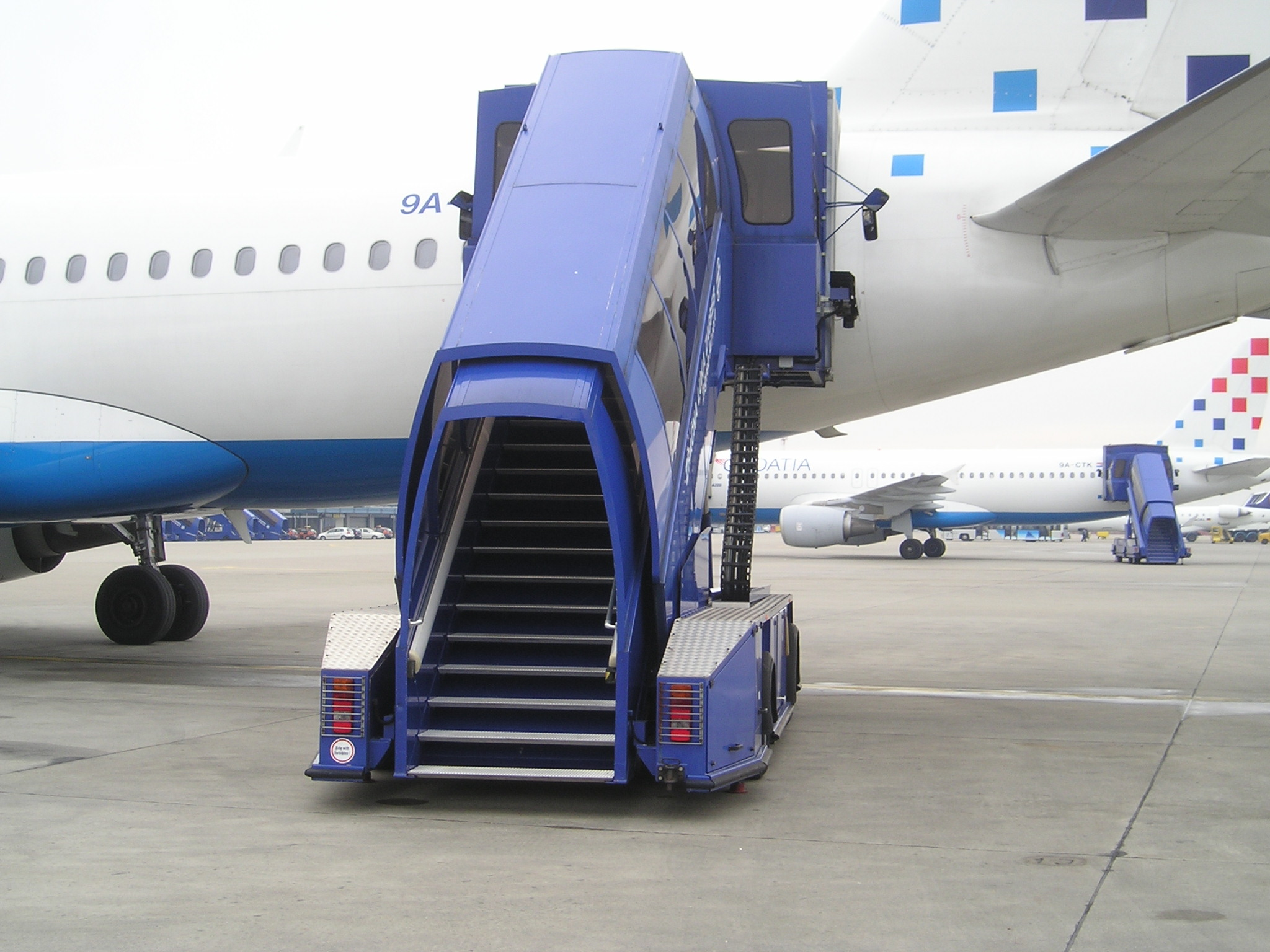
Escaleras de embarque de pasajeros

Una escalera de embarque, también llamada rampa de embarque o escalera real en el caso de los barcos, son dispositivos diseñados según los estándares de seguridad,que facilitan el acceso de los pasajeros y de la tripulación a los barcos o en las aeronaves cuando no hay escaleras incorporadas disponibles. Los aviones más grandes pueden utilizar uno o más fingers conectados al edificio de la terminal para el embarque de pasajeros, pero se utilizan escaleras de embarque cuando éstos no están disponibles o el utilizarlos no es práctico o demasiado costoso.

## Descripción

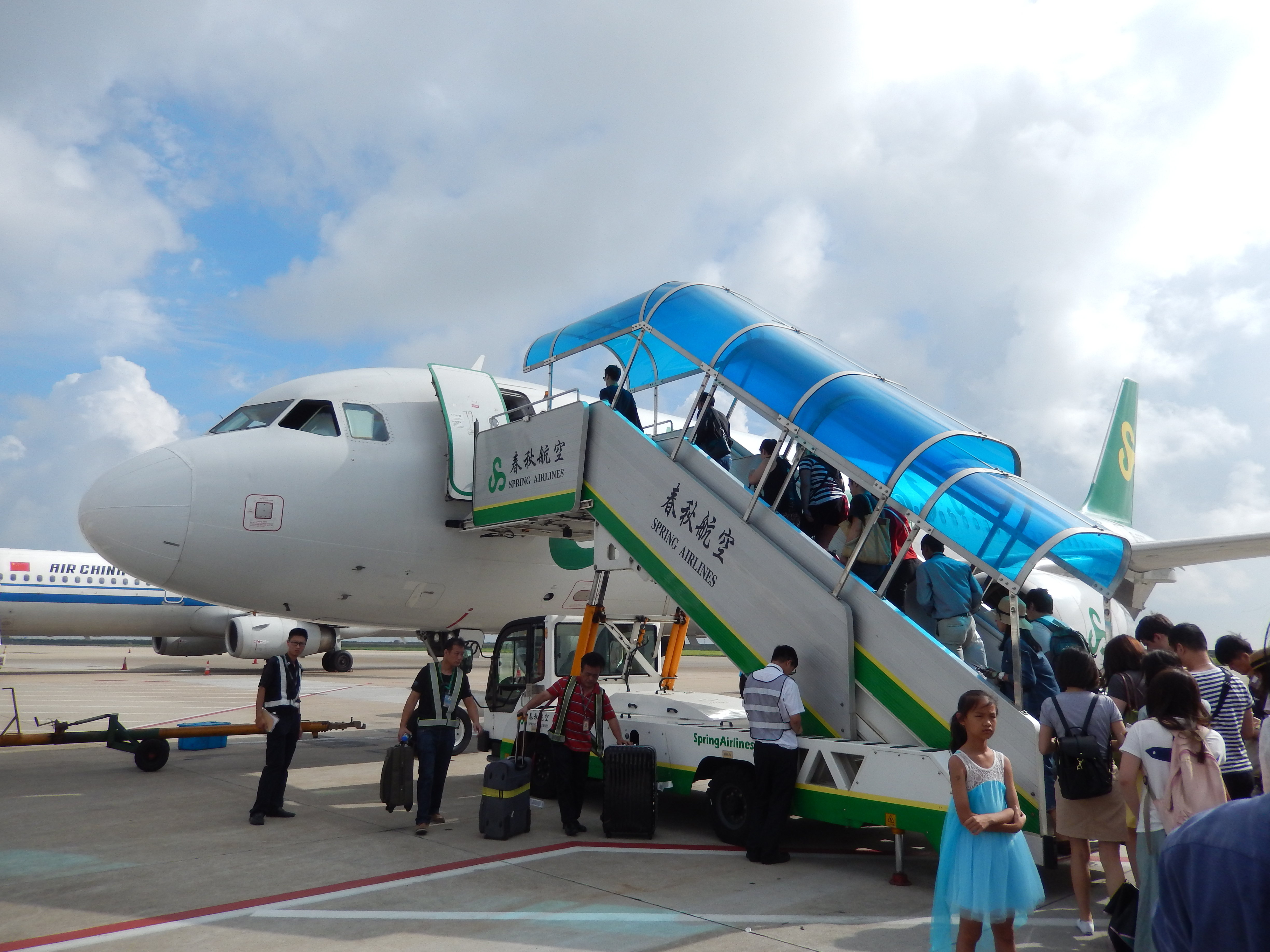
Escaleras de embarque con marquesina

Las escaleras de embarque deben ser robustas y estables, capaces de soportar condiciones meteorológicas adversas. Están diseñadas para adaptarse a la forma curva del fuselaje de los aviones y poderlas levantar y bajar para ajustar la plataforma superior a la altura específica de la aeronave a la que deben adosarse, permitiendo a los pasajeros subir y bajar desde el suelo hasta la puerta del avión, proporcionando así una forma cómoda y segura para el embarque y desembarque. que forma parte de la infraestructura aeroportuaria.
Generalmente son unas escaleras móviles, unidas a un chasis que está equipado con ruedas para facilitar su transporte. Ocasionalmente se pueden empujar manualmente, pero normalmente son arrastradas por tractores o bien son autopropulsadas, yendo montadas permanentemente sobre un vehículo especializado, una pseudo-furgoneta, con motor eléctrico o de gasolina, que transporta las escaleras por el aeropuerto y las coloca adosadas junto a la puerta del avión.
Las unidades más pequeñas generalmente se mueven remolcándolas o empujándolas, mientras que las unidades más grandes son autopropulsadas. Normalmente tienen una altura ajustable para poder adaptarse a los diferentes aviones. Las características opcionales pueden incluir marquesinas, calefacción, iluminación suplementaria y alfombra roja para los pasajeros VIP; la mayoría de modelos disponen de un pasamano para mayor seguridad. Dado que los aviones más grandes tienen los umbrales de las puertas a una altura de entre 1,5 y 6,1 m, las escaleras de embarque, facilitan a los pasajeros el subir y bajar de forma cómoda, al proporcionar un medio de unión seguro entre las puertas del avión y el suelo del aeropuerto, siguiendo las normas estipuladas por el "Sistema de regulación dinámica"

## Pasarelas de acceso (fingers)

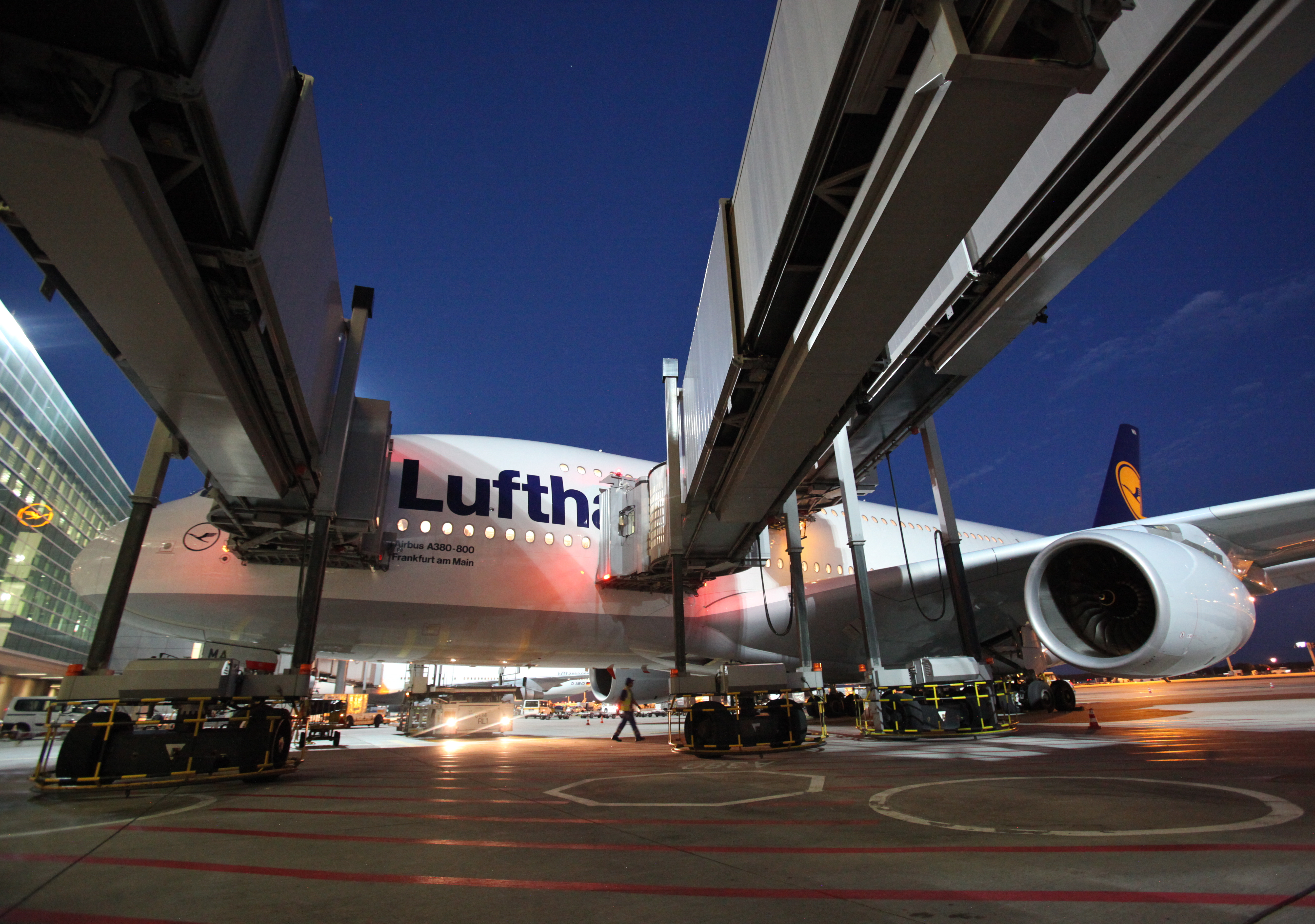
Pasarelas del Aeropuerto de Frankfurt del Main

Hoy en día, casi todos los grandes aeropuertos con modernas salas de facturación y embarque, utilizan predominantemente pasarelas cerradas, las llamadas fingers o jetways, que aún estando firmemente conectadas con la puerta, se pueden mover en dos o tres dimensiones, pudiendo -se adaptar de esta forma, a las puertas de la cabina del avión. Esto permite a los pasajeros subirse directamente al avión sin bajar al aeródromo durante el embarque. La primera pasarela cerrada fue introducida por American Airlines en San Francisco en 1959. Los pasajeros de 1ª Clase utilizaban el llamado "Jet Airwalk", mientras que la pasarela de 2ª clase era la "Jetway". Este método de embarque en el avión, aunque es el más cómodo para el pasajero, consume más recursos del aeropuerto, que consecuentemente, lo cobra a las compañías aéreas. Para ahorrar costes, algunas aerolíneas de bajo coste a menudo renuncian a esta mejora y utilizan las escaleras de embarque clásicas. Dependiendo del diseño de la terminal, las alturas del alféizar, las posición de las salas de espera y los requisitos operativos, un jetway puede ser fijo o móvil, oscilando radialmente y/o alargándose en longitud. El jetway fue inventado por Frank Der Yuen.

## Escalera de embarque náutica

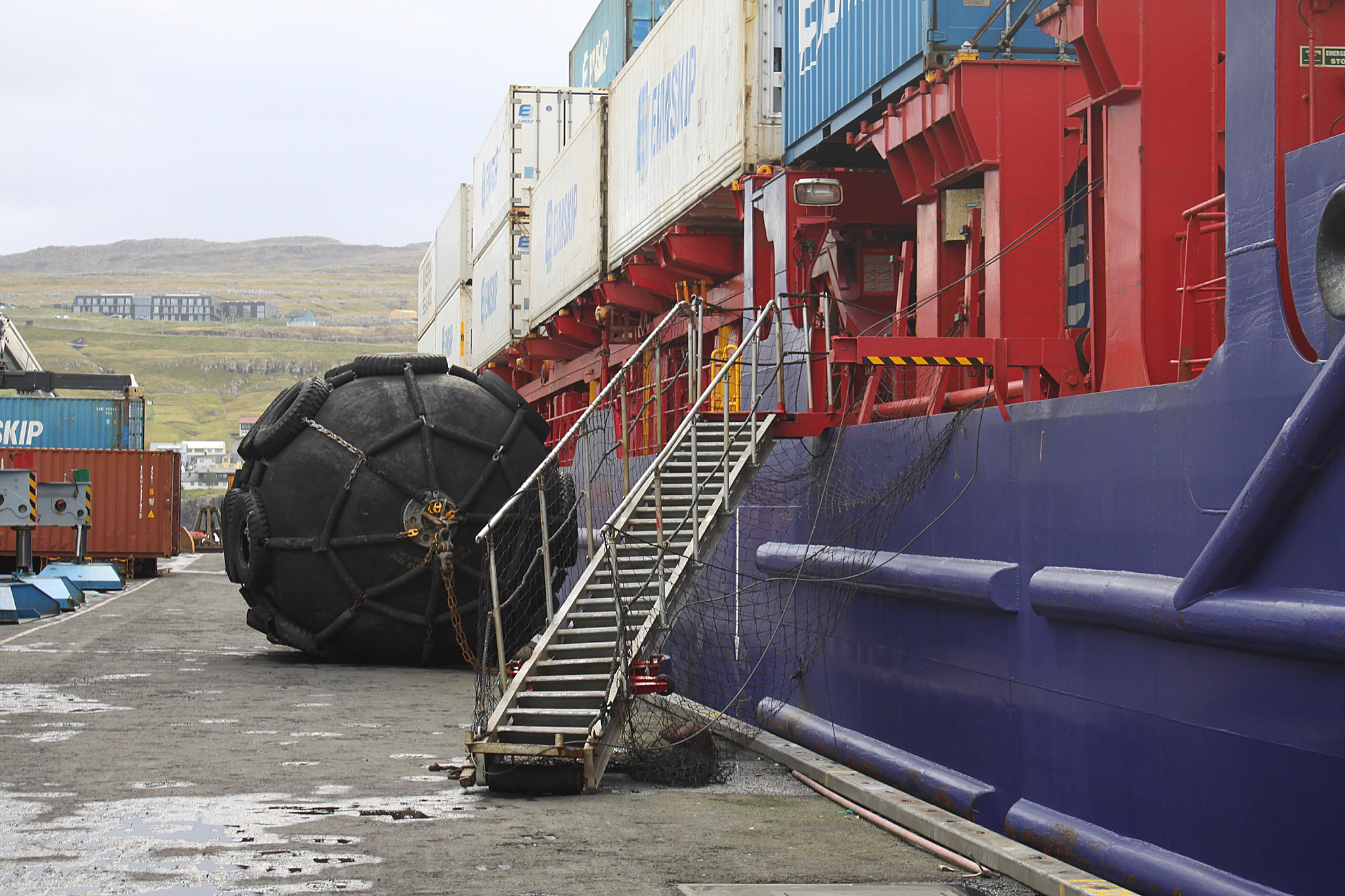
Escalera de embarque náutica

También existe un tipo de escaleras de embarque para barcos o yates, también conocidas como pasarelas de embarque, que son estructuras diseñadas para facilitar el acceso seguro entre el muelle o los botes auxiliares y el barco. En un yate, la elección del tipo más adecuado de escalera de embarque, dependerá del tamaño del yate, del espacio disponible en el muelle, etc.
Hay diferentes tipos de escaleras náuticas:
- Escaleras de embarque telescópicas : estas escaleras se extienden y se retraen según sea necesario. Son ideales para yates con diferentes alturas de cubierta. Pueden ser manuales o eléctricas.
- Escaleras de pasarela fijas: estas escaleras están fijadas permanentemente al yate y se despliegan hacia el muelle. Son robustos y duraderos, pero requieren espacio de almacenamiento a bordo.
- Escaleras de pasarela plegables: son similares a las escaleras telescópicas, pero se pliegan en lugar de alargarse. Son compactas y fáciles de almacenar.
- Escaleras de embarque giratorias: estas escaleras se pueden girar en diferentes direcciones para adaptarse a la posición del yate en el muelle. Son versátiles y útiles en espacios reducidos.
- Escaleras de pasarela hidráulicas: funcionan con sistemas hidráulicos y se pueden extender y reprochar automáticamente. Son cómodas y a menudo se encuentran en yates de lujo.
- Escaleras de carbono o fibra de vidrio: estas escaleras son ligeras y resistentes. Son populares en yates modernos por su diseño elegante y facilidad de uso.

## Galería

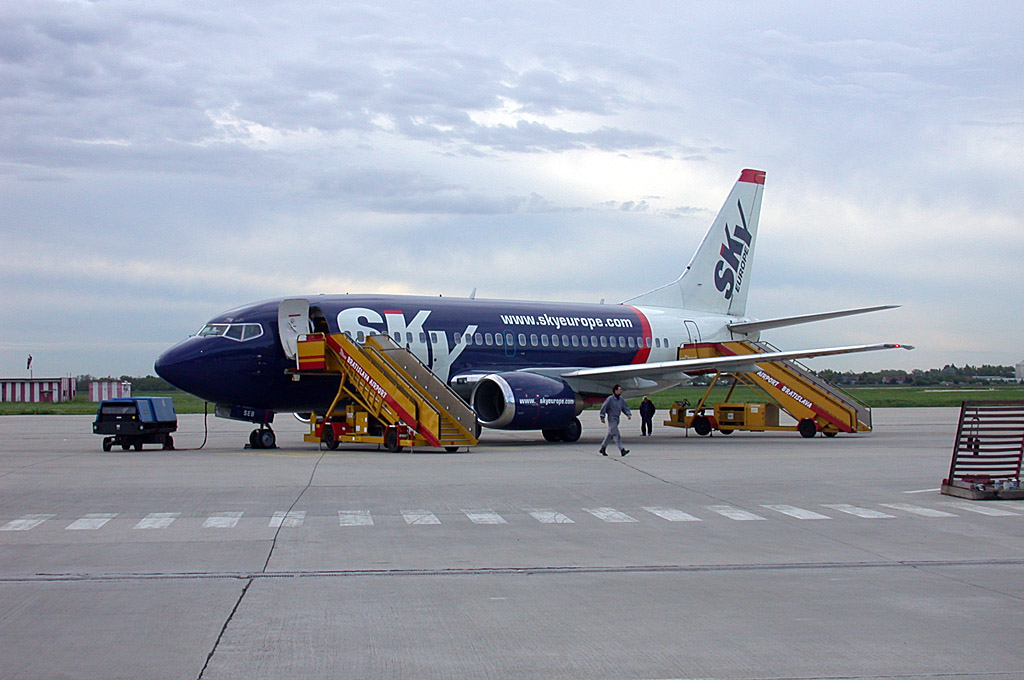
Escaleras móviles, abiertas sin techo
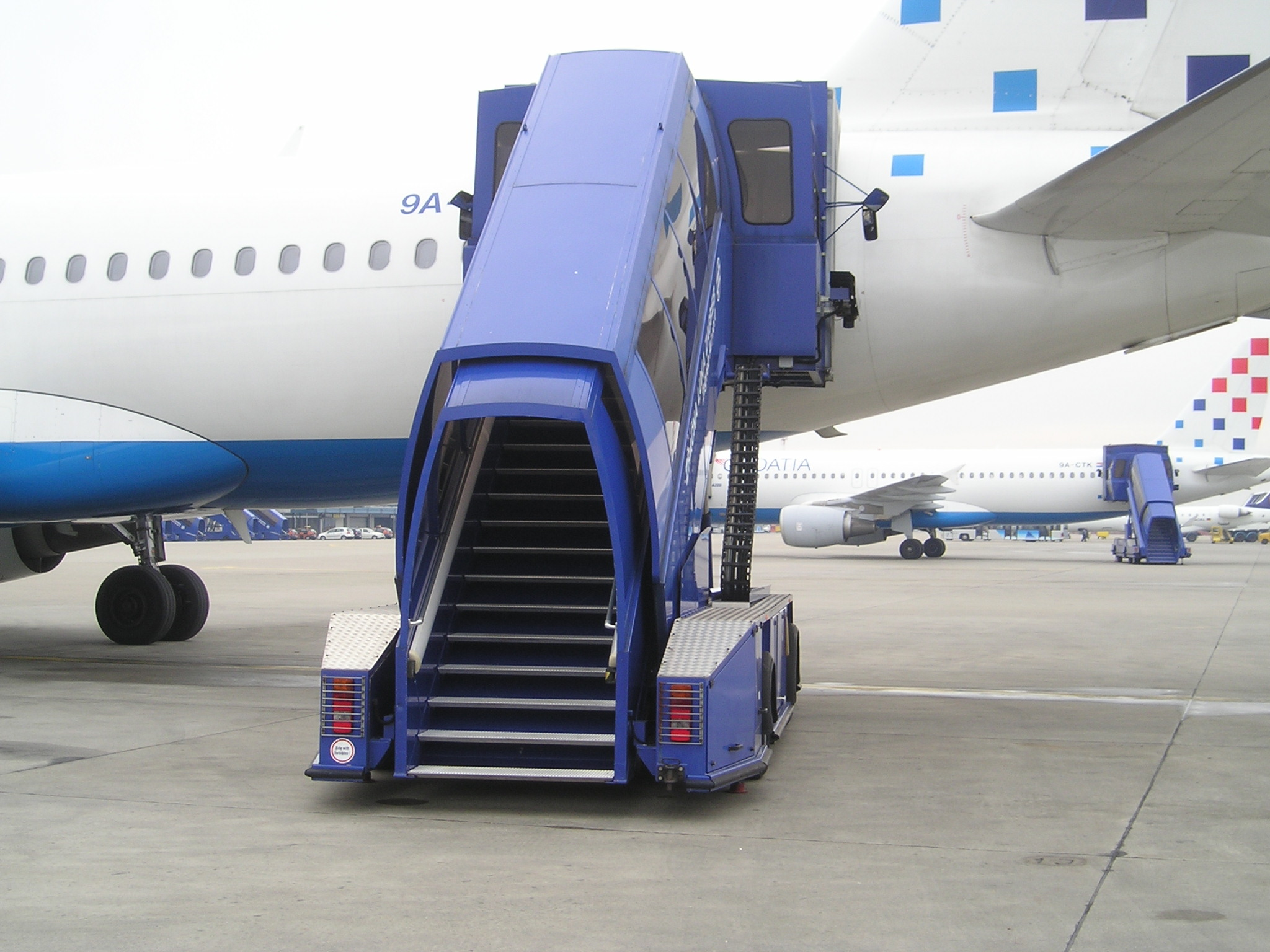
Escalera móvil, cubierta con un techo
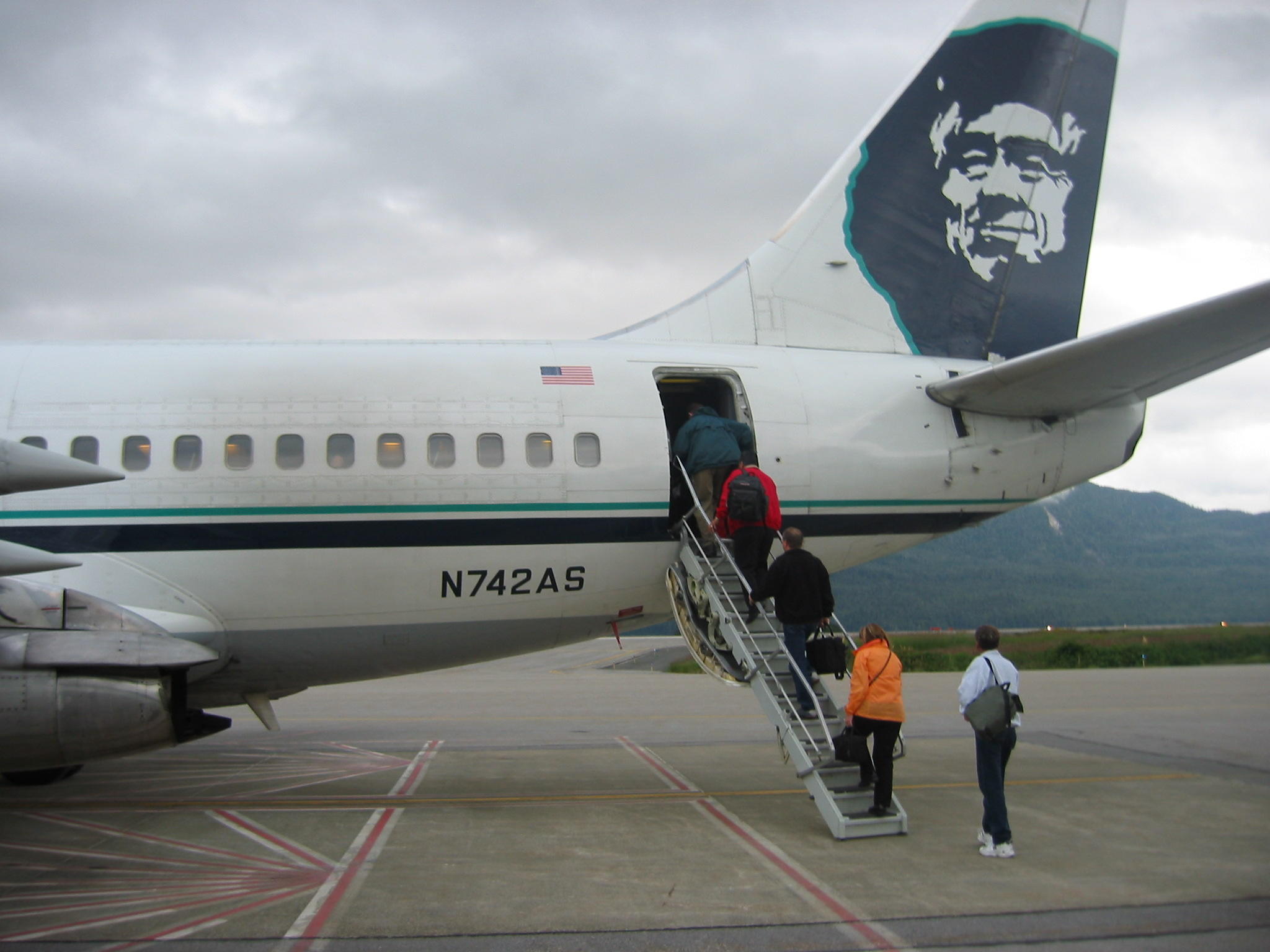
Escalera de aeronave lateral
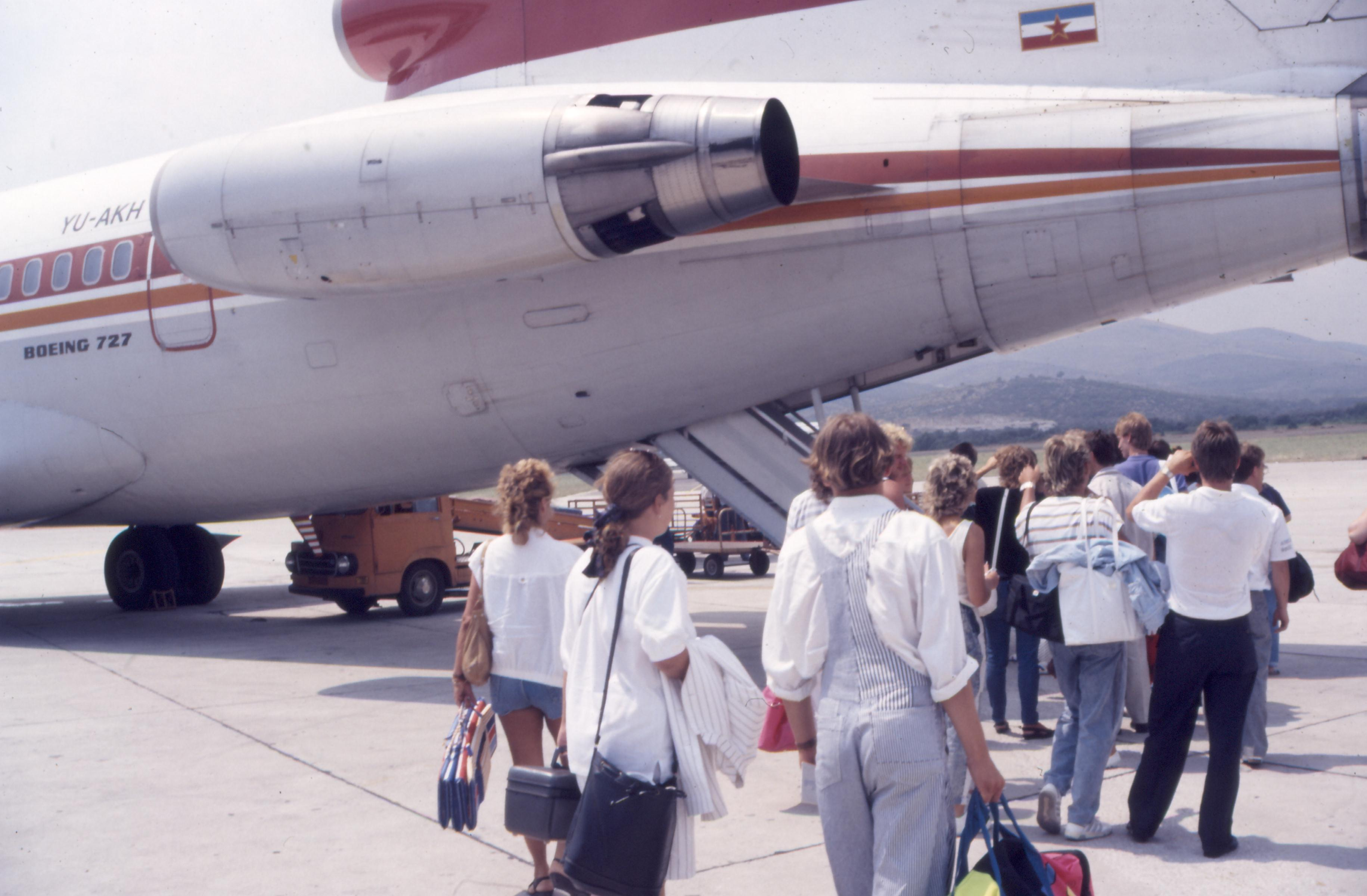
Escalera de aeronave posterior de un Boeing 727 Yugoslavo
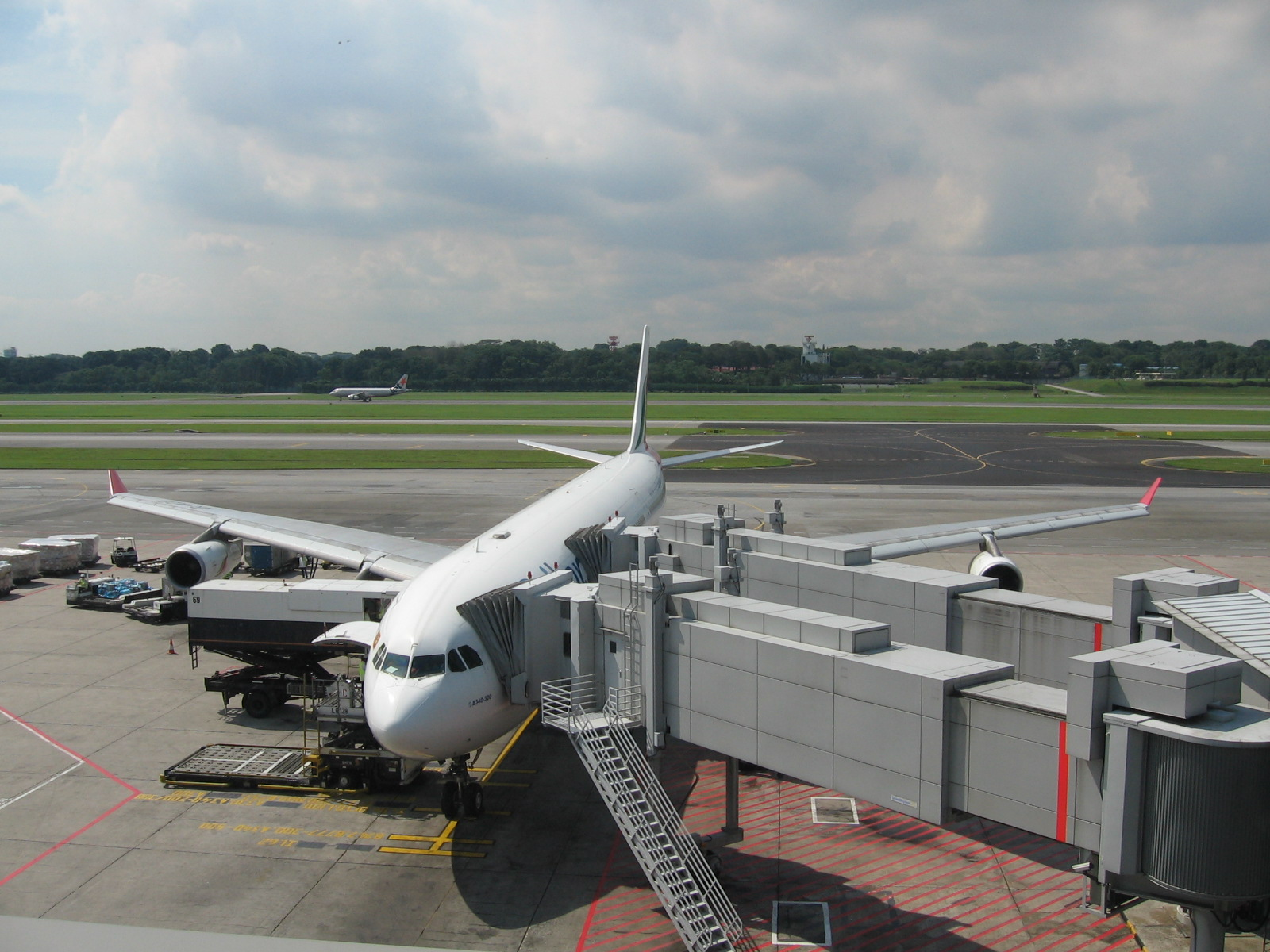
Puente de embarque de pasajeros "de dos fingers"